# Beauty and the Beat (Edan)
Beauty and the Beat è il secondo album del rapper statunitense Edan, pubblicato nel 2005. Ampiamente elogiato dalla critica specializzata, ha ottenuto un punteggio pari a 85/100 su Metacritic basato su 18 recensioni, equivalente al «plauso universale».
| Recensione | Giudizio |
| ---------- | -------- |
| AllMusic   | [ 1 ]    |
| Prefix     | [ 2 ]    |
| Mojo       | [ 2 ]    |
| Q          | [ 2 ]    |
| NME        | [ 2 ]    |
| RapReviews | [ 2 ]    |
| Pitchfork  | [ 2 ]    |

## Tracce
1. Polite Meeting (Intro) – 2:16
2. Funky Voltron (featuring Insight) – 2:16
3. I See Colours – 2:30
4. Fumbling Over Words That Rhyme – 2:55
5. Murder Mystery – 2:02
6. Torture Chamber (featuring Percee P) – 3:12
7. Making Planets (featuring Mr. Lif) – 2:54
8. Time Out (Segue) – 1:07
9. Rock and Roll (featuring Dagha) – 3:16
10. Beauty – 3:20
11. The Science of the Two (featuring Insight) – 3:33
12. Smile – 2:15
13. Promised Land – 2:24

Traccia bonus nell'edizione giapponese
1. Bonus Rehearsal – 19:27

## Classifiche settimanali
| Classifica (2005)     | Posizione massima |
| --------------------- | ----------------- |
| UK Independent Albums | 40                |